# Израильско-монакские отношения
Израильско-монакские отношения — двусторонние исторические и настоящие международные политические, военные, торговые, культурные и прочие отношения между Княжеством Монако и Государством Израиль.
Израиль представлен в Монако почётным консулом. У Монако есть почётный консул в Рамат-Гане. За межгосударственные связи отвечает израильское посольство в Париже и французское посольство в Тель-Авиве.

## История
Дипломатические отношения между двумя странами были установлены в 1964 году.
В августе 2015 года Альбер II открыл памятник евреям, которые искали убежище в Монако, но были депортированы во Францию. Открытие мемориала было приурочено к 73-й годовщине депортации 66 евреев в ночь с 27 на 28 августа 1942 года под давлением коллаборационистских нацистских лидеров Франции.
В апреле 2016 года израильский президент Шимон Перес посетил Монако и вручил князю Монако Альберу II награду центра наследия и иерусалимского музея «Friends of Zion» за вклад в укрепление связей между двумя народами и за последовательную поддержку Израиля.
В декабре 2017 года Тель-Авивский университет совместно с Фондом Принца Альбера II провёл в Монако симпозиум «World Changing Solutions to Environmental Challenges» (Меняющиеся мировые решения для вызовов окружающей среды). Основными его темами стали умные города, биоразнообразие и экология. 12 июня 2018 года принц Альбер стал почётным доктором Тель-Авивского университета за вклад в защиту окружающей среды.
В марте 2018 года принцу Альберу была пожалована Европейская медаль толерантности от Европейского совета по толерантности и примирению в том числе за извинения, которые он принёс от имени своей страны за обращение с евреями во время Холокоста. На церемонии вручения принц заявил, что продолжит работу по увековечиванию памяти о Холокосте, «не только, как глава государства, но и просто как человек».
В апреле 2018 года была основана Израильско-монакская ассоциация дружбы. За первую неделю её существования в организацию вступили 400 человек.
В апреле 2018 года Альбер II принял участие в мероприятии по случаю 70-летия независимости Государства Израиль, которое прошло в израильском посольстве в Париже. Князя сопровождали монакские бизнесмены и некоторые официальные лица.
В 2019 году в монакском отеле «Hermitage» прошло природоохранное мероприятие «Combat Pollution Initiative», организованное Тель-авивским университетом. На нём была представлена израильская технология добычи воды из воздуха, разработанная компанией «WaterGen». Позже эта система была установлена во дворце князя Монако Альбера II.

## Торговые отношения
В 2012 году товарооборот между двумя странами составит $1000 — на такую сумму Израиль поставил в Монако ортопедическое оборудование.